# فين بيلكي
فين بيلكي (بالنرويجية البوكمول: Finn Bjelke)‏ هو كاتب ومقدم تلفزيوني وصحفي نرويجي، ولد في 10 أبريل 1959 في أوسلو في النرويج.

## وصلات خارجية
- فين بيلكي على موقع IMDb (الإنجليزية)
- فين بيلكي على موقع ميوزك برينز (الإنجليزية)